# Lotus pinnatus
Lotus pinnatus là một loài thực vật có hoa trong họ Đậu có tên thông dụng làs meadow bird's-foot trefoil and bog bird's-foot trefoil. Nó là loài bản địa của western North America from California into the Pacific Northwest.